# Coppa AVC per club 1999 (femminile)
La Coppa AVC per club 1999 si è svolta dal 19 al 23 maggio 1999 a Ubon Ratchathani, in Thailandia. Al torneo hanno partecipato 6 squadre di club asiatiche ed oceaniane e la vittoria finale è andata per la prima volta al GS Galtex Seoul KÍXX Volleyball Team.

## Squadre partecipanti
- Aero Thai
- Dynamo Alma-Ata
- Toyobo
- GS Caltex Seoul
- Shanghai
- Taipei cinese

## Classifica finale
| Classifica | Squadre         |
| ---------- | --------------- |
|            | GS Caltex Seoul |
|            | Aero Thai       |
|            | Shanghai        |
| 4          | Dynamo Alma-Ata |
| 5          | Toyobo          |
| 6          | Taipei cinese   |